# Rostlärka
Rostlärka (Calendulauda rufa) är en fågel i familjen lärkor inom ordningen tättingar. Den hittas i Afrika strax söder om Sahara, från Mali till Sudan. Arten är dåligt känd och beskrivs som fåtalig, men beståndet anses ändå vara livskraftigt.

## Utseende och läte
Rostlärkan är en liten till medelstor (13–15 cm) lärka med smalt beigefärgat ögonbrynsstreck och mörkstreckade roströda örontäckare. Nominatformen (se nedan) har rostfärgad hjässa och ovansida med varierad streckning i svart och beige. Stjärten är svartaktig med rostfärgade centrala stjärtpennor och smala beigefärgade kanter på yttre stjärtpennorna. Undersidan är beige, något ljusare på strupen, och bröstet streckat  och fläckat i mörkare brunt och rostbrunt.
Den skiljer sig från andra lärkor i släktet genom något längre stjärt som saknar vita sidor, från mer liknande kanellärkan genom något ljusare ovansida och beige, ej roströd, undersida. De olika underarterna skiljer sig i graden av streckning och färgtonen: lynesi är nästan enfärgad ovan medan nigriticola är mörkare ovan, djupare beige under med kraftigare streckning på bröstet.
Lätena är bristfälligt dokumenterade. Hanens sång som avges i spelflykt beskrivs som "behaglig".

## Utbredning och systematik
Rostlärka delas in i tre underarter med följande utbredning:
- Mirafra rufa nigriticola – förekommer från östra Mali till norra Togo och Niger
- Mirafra rufa rufa – förekommer från Tchad till västra Sudan (Darfur)
- Mirafra rufa lynesi – förekommer i centrala Sudan (Kordofan)

### Släktestillhörighet
Tidigare fördes den till släktet Mirafra. Genetiska studier visar dock att den är systerart till övriga arter i Calendulauda.

## Levnadssätt
Rostlärkan hittas i halvtorr savann och öppet skogslandsskap med inslag av Combretum på klippiga bergsryggar. Den ses födosöka på marken, enstaka eller i par, på jakt efter insekter och frön.

### Häckning
Rostlärkans häckningsbiologi är dåligt känd. Spelflykt har noterats maj–juli, i Tchad även i september. Vare sig bo eller ägg har dokumenterats.

## Status och hot
Arten har ett stort utbredningsområde och en stor population med stabil utveckling och tros inte vara utsatt för något substantiellt hot. Utifrån dessa kriterier kategoriserar internationella naturvårdsunionen IUCN arten som livskraftig (LC). Världspopulationen har inte uppskattats men den beskrivs som generellt fåtalig men vanlig i vissa områden.

## Taxonomi och namn
Rostlärkan beskrevs taxonomiskt för första gången 1920 av Hubert Lynes. Dess vetenskapliga artnamn rufa betyder "röd" eller "rödaktig". På svenska har den även kallats rostbusklärka.